# Eremisca shahgudiani
Eremisca shahgudiani là một loài ruồi trong họ Asilidae. Eremisca shahgudiani được Abbassian-Lintzen miêu tả năm 1964.